# Стрепетов Костянтин Іванович
Костянти́н Іва́нович Стре́петов (13 грудня 1909, місто Москва, тепер Російська Федерація — ?) — український радянський діяч, голова виконавчого комітету Ворошиловградської (Луганської) міської ради депутатів трудящих.

## Життєпис
Освіта вища. Член ВКП(б) з 1940 року.
На 1942—1945 роки працював заступником директора Ленінградського танкового заводу № 174 імені Ворошилова Народного комісаріату танкової промисловості СРСР у місті Омську.
27 грудня 1950 — 12 липня 1960 року — голова виконавчого комітету Ворошиловградської (Луганської) міської ради депутатів трудящих.
19 січня 1963 — 7 грудня 1964 року — голова обласної планової комісії виконавчого комітету Луганської промислової обласної ради депутатів трудящих. 
7 грудня 1964 — 1973 року — голова обласної планової комісії виконавчого комітету Луганської (Ворошиловградської) обласної ради депутатів трудящих. 
Подальша доля невідома.

## Звання
- старший технік-лейтенант

## Нагороди
- два ордени Трудового Червоного Прапора (20.01.1943, 9.07.1945)
- орден Червоної Зірки (5.08.1944)
- медаль «За оборону Сталінграда»
- медалі